# 昂布瓦斯
昂布瓦斯（法語：Amboise，法語發音：[ɑ̃bwaz] ⓘ），法国中西部城市，中央-卢瓦尔河谷大区安德尔-卢瓦尔省的一个市镇，其市镇面积为40.65平方公里，2022年1月1日时人口数量为13132人，是安德尔-卢瓦尔省内除图尔-卢瓦尔河谷都会区以外人口最多的市镇，在所有法国城市中排名第768位。
昂布瓦斯位于安德尔-卢瓦尔省东部，卢瓦尔河河谷内，其中主城位于河流左岸。昂布瓦斯因昂布瓦斯城堡而闻名，后者作为卢瓦尔河谷城堡群的组成部分于2000年被列入《世界文化遗产》。

## 地名来源
“昂布瓦斯”一名来源于中世纪时在此活动的昂布瓦斯家族，后者为安茹的一个分支，曾将昂布瓦斯设为领主首府。

## 历史

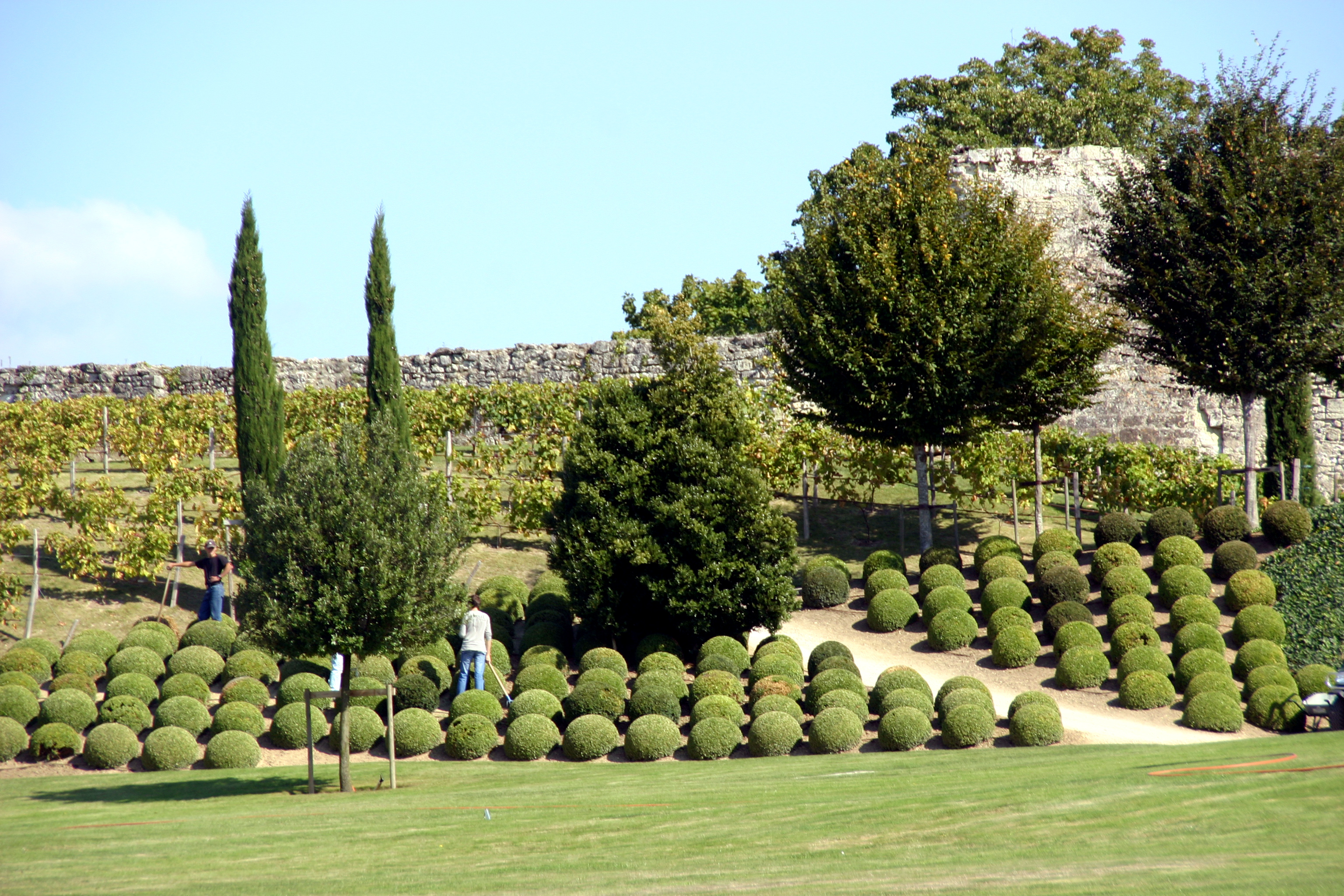
昂布瓦斯城堡花园

昂布瓦斯历史悠久，早在青铜器时期就已出现人类活动，当地亦曾发掘过相关文物。公元6世纪，卢瓦尔河中央的圣让河心岛（île Saint-Jean，现为奥尔岛（île d'Or））被开辟，成为一个连接南北的渡口。中世纪中期，昂布瓦斯家族在此驻扎并成为封建领主，后在卢瓦尔河左岸修建了城堡。1434年，昂布瓦斯的路易谋划刺杀法兰西国王查理七世的亲信拉特雷穆瓦耶的乔治一世，但阴谋在实施前被暴露，作为惩罚，其家族城堡被没收。中世纪末期，多名法国国王长居于此并将昂布瓦斯城堡改为皇家宅邸，其中弗朗索瓦一世于1516年邀请列奥纳多·达·芬奇作为设计师，后者于1519年逝世并埋葬于克洛吕塞城堡内。1563年，新教和天主教徒代表在此签署了《昂布瓦斯和约》。安德尔-卢瓦尔省建立初期，昂布瓦斯曾为一个地区行署。二战时期，一些沦陷区的难民及伤员被安置于此。1966年至1989年间，前法蘭西第五共和國首任总理米歇尔·德勃雷曾担任昂布瓦斯市长职务。

## 地理

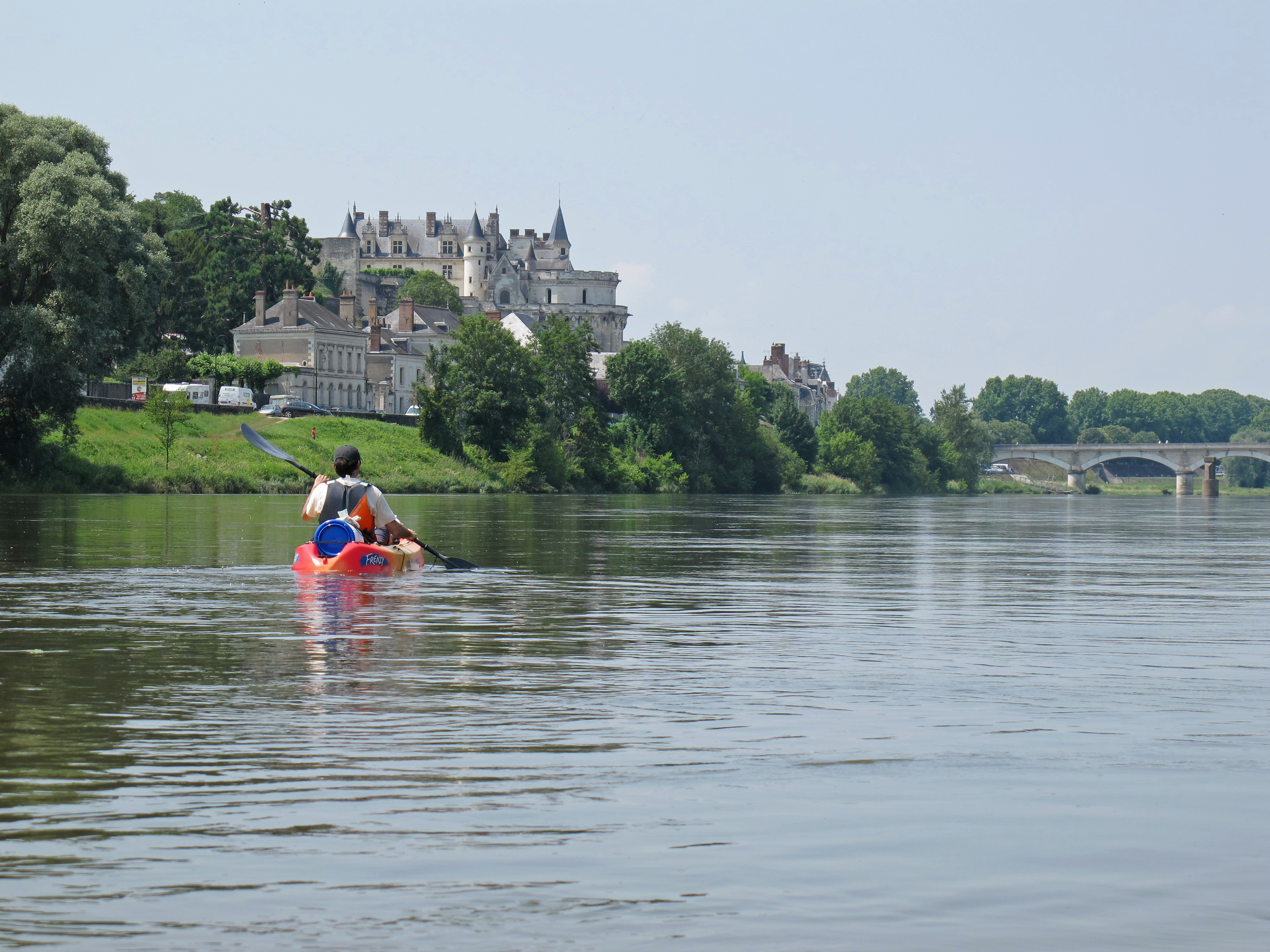
卢瓦尔河昂布瓦斯段

昂布瓦斯位于法国中西部，中央-卢瓦尔河谷大区西部和安德尔-卢瓦尔省东部偏北，距离省会图尔大约23公里。与昂布瓦斯接壤的市镇包括：沙尔热、图赖讷地区锡夫赖、图赖讷地区拉克鲁瓦、迪耶尔、卢瓦尔河畔吕索、纳泽勒-内格龙、锡斯河畔波塞、圣马丹勒博、圣雷格勒、图赖讷地区苏维尼。

### 地形
昂布瓦斯位于卢瓦尔河谷内，主城区位于河流左岸的一处坡地上，地势自北向南逐渐抬升，全境海拔在52到127米之间。

### 水文
昂布瓦斯位于法国第一大河——卢瓦尔河两侧，其中老城区位于南部，而北侧则为工业革命后新开辟的街区。卢瓦尔河中央有一处河心岛，被称为“奥尔岛”或“金岛”（île d'Or），在中世纪初就已成为人类居住地。

### 气候
昂布瓦斯在柯本气候分类法中属于温带海洋性气候，全年温差较小，降水分布均匀。
昂布瓦斯境内设有气象站，以下为该气象站的数据（其中日照数据取自帕尔赛-梅莱）：
| 昂布瓦斯1981年－2019年 | 昂布瓦斯1981年－2019年 | 昂布瓦斯1981年－2019年 | 昂布瓦斯1981年－2019年 | 昂布瓦斯1981年－2019年 | 昂布瓦斯1981年－2019年 | 昂布瓦斯1981年－2019年 | 昂布瓦斯1981年－2019年 | 昂布瓦斯1981年－2019年 | 昂布瓦斯1981年－2019年 | 昂布瓦斯1981年－2019年 | 昂布瓦斯1981年－2019年 | 昂布瓦斯1981年－2019年 | 昂布瓦斯1981年－2019年 |
| 月份                   | 1月                    | 2月                    | 3月                    | 4月                    | 5月                    | 6月                    | 7月                    | 8月                    | 9月                    | 10月                   | 11月                   | 12月                   | 全年                   |
| ---------------------- | ---------------------- | ---------------------- | ---------------------- | ---------------------- | ---------------------- | ---------------------- | ---------------------- | ---------------------- | ---------------------- | ---------------------- | ---------------------- | ---------------------- | ---------------------- |
| 历史最高温 °C（°F）    | 16.1 (61.0)            | 20.7 (69.3)            | 24 (75)                | 29.4 (84.9)            | 31.7 (89.1)            | 36.9 (98.4)            | 38.6 (101.5)           | 40.3 (104.5)           | 34.2 (93.6)            | 28.1 (82.6)            | 22.3 (72.1)            | 18.4 (65.1)            | 40.3 (104.5)           |
| 平均高温 °C（°F）      | 7.3 (45.1)             | 9 (48)                 | 12.7 (54.9)            | 15.8 (60.4)            | 19.9 (67.8)            | 23.6 (74.5)            | 25.5 (77.9)            | 25.6 (78.1)            | 21.4 (70.5)            | 16.7 (62.1)            | 10.9 (51.6)            | 7.3 (45.1)             | 16.3 (61.3)            |
| 日均气温 °C（°F）      | 4.7 (40.5)             | 5.6 (42.1)             | 8.4 (47.1)             | 10.9 (51.6)            | 14.8 (58.6)            | 18.1 (64.6)            | 19.9 (67.8)            | 19.9 (67.8)            | 16.2 (61.2)            | 12.7 (54.9)            | 7.8 (46.0)             | 4.8 (40.6)             | 12 (54)                |
| 平均低温 °C（°F）      | 2 (36)                 | 2.3 (36.1)             | 4 (39)                 | 6 (43)                 | 9.7 (49.5)             | 12.6 (54.7)            | 14.2 (57.6)            | 14.2 (57.6)            | 10.9 (51.6)            | 8.7 (47.7)             | 4.7 (40.5)             | 2.2 (36.0)             | 7.6 (45.7)             |
| 历史最低温 °C（°F）    | −11.9 (10.6)           | −13.1 (8.4)            | −10.8 (12.6)           | −2.4 (27.7)            | 0.3 (32.5)             | 3.8 (38.8)             | 6.5 (43.7)             | 6.6 (43.9)             | 3.6 (38.5)             | −3.6 (25.5)            | −8.8 (16.2)            | −11.7 (10.9)           | −13.1 (8.4)            |
| 平均降水量 mm（）      | 63 (2.5)               | 50.8 (2.00)            | 46.3 (1.82)            | 52.5 (2.07)            | 54.4 (2.14)            | 45.1 (1.78)            | 57.7 (2.27)            | 56.3 (2.22)            | 58.8 (2.31)            | 68.1 (2.68)            | 74.3 (2.93)            | 74 (2.9)               | 701.3 (27.61)          |
| 月均日照時數           | 69.9                   | 90.3                   | 144.2                  | 178.5                  | 205.6                  | 228                    | 239.4                  | 236.4                  | 184.7                  | 120.6                  | 76.7                   | 59.2                   | 1,833.5                |
| 来源：infoclimat.fr    |                        |                        |                        |                        |                        |                        |                        |                        |                        |                        |                        |                        |                        |

## 行政区划
昂布瓦斯是法国中央-卢瓦尔河谷大区安德尔-卢瓦尔省的一个市镇，编号为37003。昂布瓦斯隶属于洛什区，管理昂布瓦斯县，同时也是昂布瓦斯谷市镇公共社区的办公驻地。
2011年以前，法国国家统计与经济研究所（简称）在进行数据统计时将昂布瓦斯与周边另外9个市镇单独组成昂布瓦斯城市区，此后被整合成为图尔城市区的一部分。同时，还将昂布瓦斯市镇分为了5个“块区”（IRIS），以便于统计人口分布情况。

## 交通

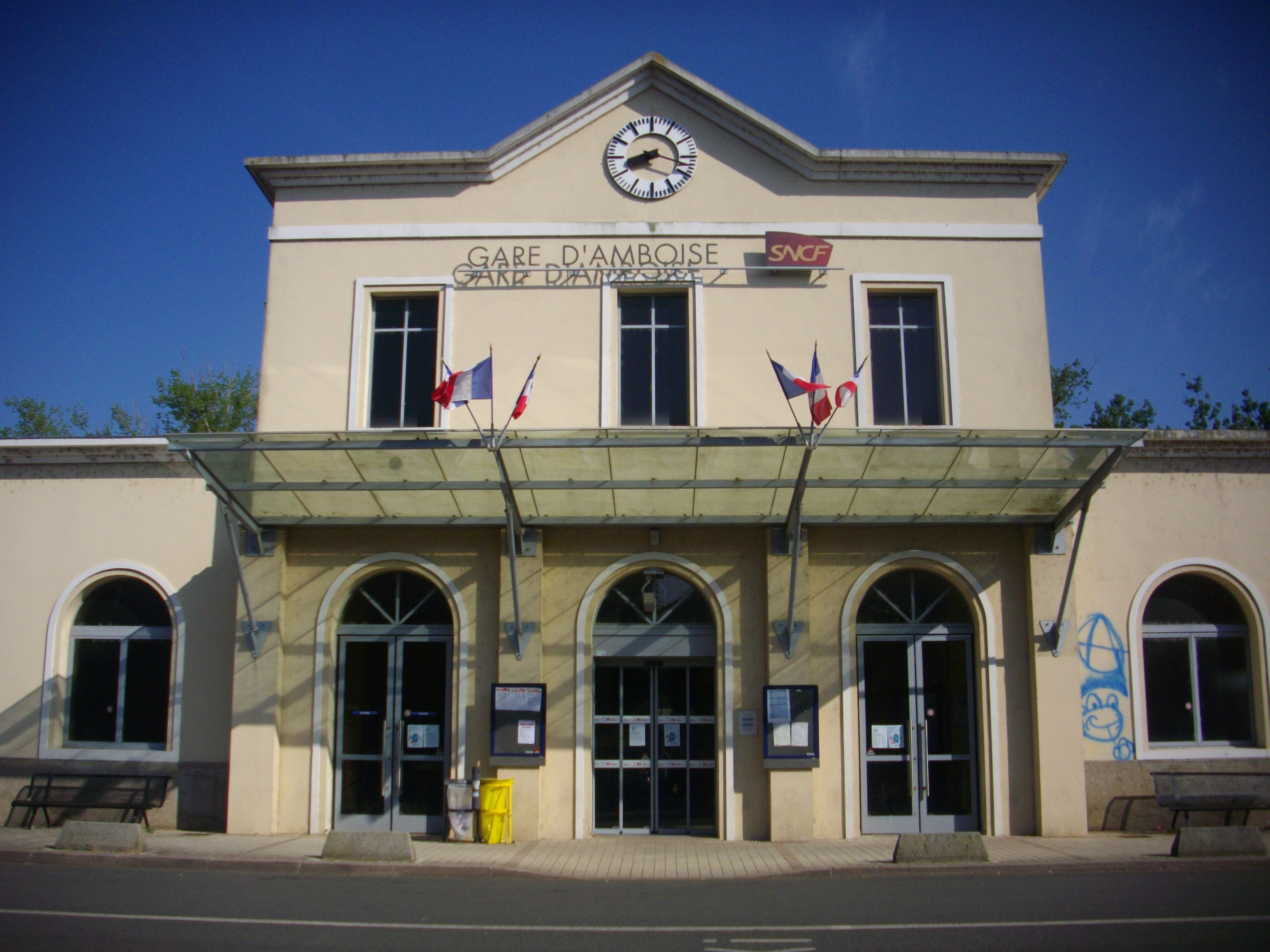
昂布瓦斯站

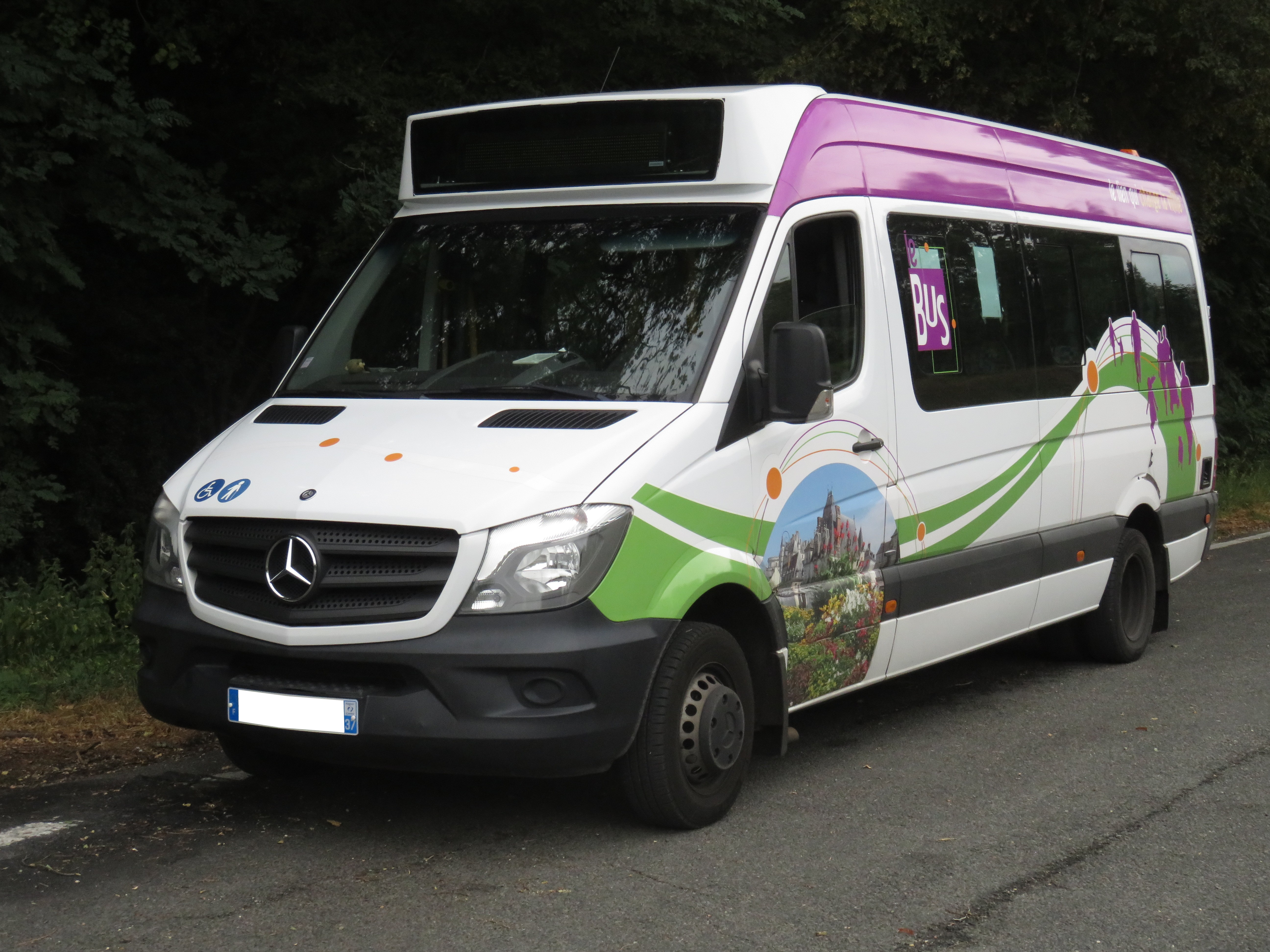
昂布瓦斯市区公交

### 公路
多条安德尔-卢瓦尔省省道经过昂布瓦斯境内，距离昂布瓦斯最近的高速公路出入口分别为A10高速公路的18号出入口（雷讷堡/昂布瓦斯）和A85高速公路的11号出入口（布莱雷/舍农索/蒙特里沙尔/昂布瓦斯）。
中央-卢瓦尔河谷大区城际客运下属的多条线路经过昂布瓦斯，可前往图尔、蒙特里沙尔、雷诺堡等地。
2016年，70.4%的昂布瓦斯家庭拥有至少一辆的私人汽车。2016年，昂布瓦斯境内共发生各类交通事故14起，造成20人受伤。

### 铁路
巴黎－波尔多铁路从卢瓦尔河右岸通过昂布瓦斯，该铁路是法国西部重要的干线。昂布瓦斯站位于市区北部，该站停靠由图尔出发前往布卢瓦、奥尔良及巴黎方向的区域列车，此外还停靠往返于奥尔良和南特之间的“卢瓦尔河号列车”。

### 航空
距离昂布瓦斯最近的民用航空站为图尔-卢瓦尔河谷机场，该机场开行前往伦敦、波尔图、马拉喀什及马赛的固定航线。

### 城市公共交通
昂布瓦斯城市公共交通开通于2010年，包含了一条全年运行的常规公交线路，可连接火车站和市中心，此外还有三条仅部分时段运行的专线公交。

## 政治

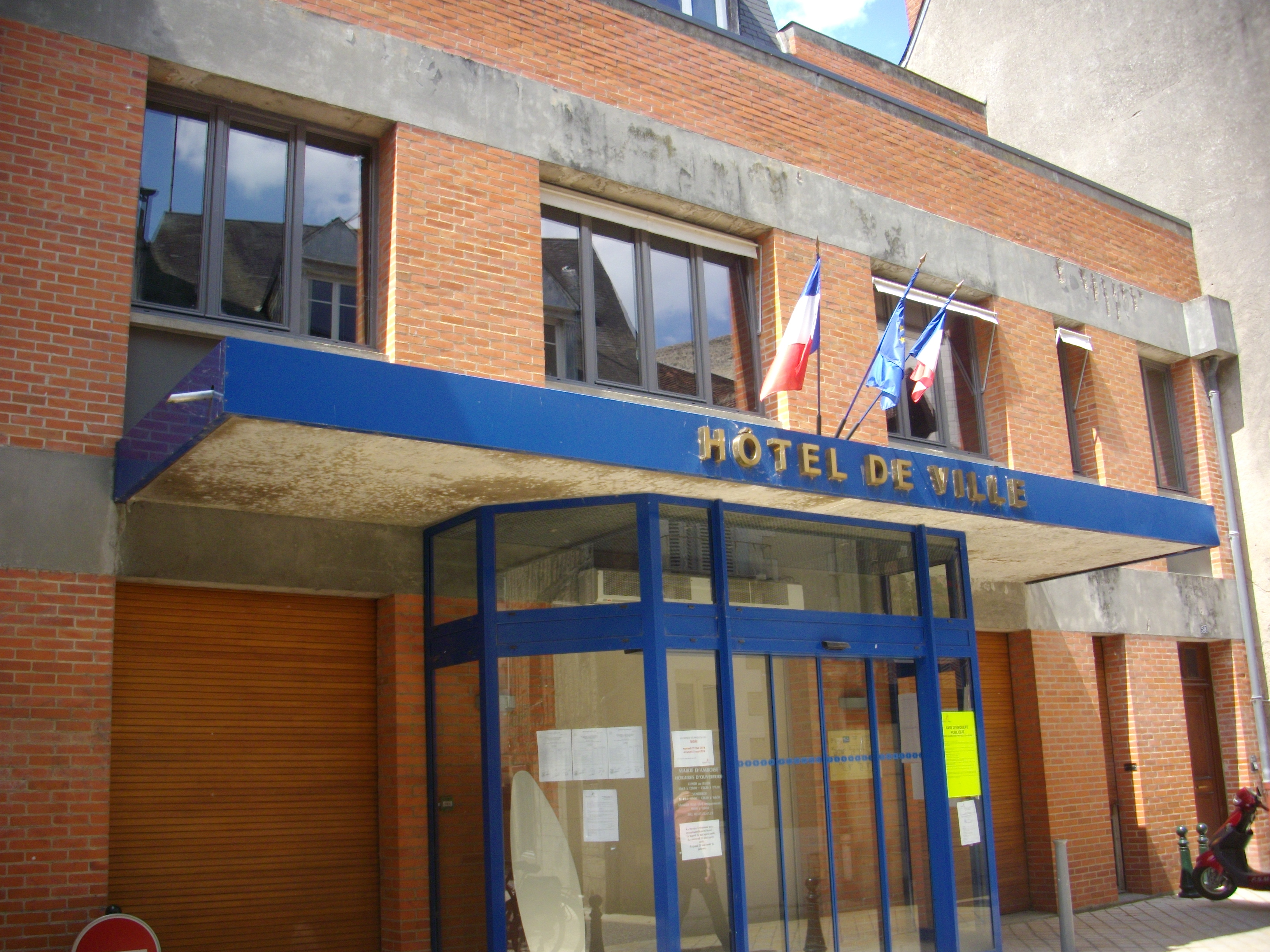
昂布瓦斯市政府

昂布瓦斯的现任市长为蒂耶里·布塔尔先生（Thierry Boutard），他是共和党的一名成员，在2020年的市政选举中获得了40.83%的支持率。
在2017年的法国总统大选中，法国第25任总统埃马纽埃尔·马克龙在昂布瓦斯获得了的70.08%支持率。
| 昂布瓦斯历届市长 |                 |                                                     |
| 任期             | 市长            | 党派                                                |
| 1944年－1953年   | 埃米尔·古南     | RAD激进党                                           |
| 1953年－1966年   | 莫里斯·梅西耶   | 不详                                                |
| 1966年－1989年   | 米歇尔·德勃雷   | UNR新共和国联盟 →UDR共和国保卫联盟 →RPR保衛共和聯盟 |
| 1989年－1992年   | 安德烈·绍莱     | RAD激进党 →PRG左派激進黨                            |
| 1992年－2001年   | 贝尔纳·德勃雷   | RPR保衛共和聯盟                                     |
| 2001年－2020年   | 克里斯蒂安·居永 | DVG左翼无党派人士 →PS社会党                         |
| 2020年－         | 蒂耶里·布塔尔   | LR共和黨                                            |

## 人口
2017年，昂布瓦斯市镇人口数量为12,610，在法国排名第768位。其中男性6,226人，女性6,535人，75岁及以上人口占11.3%，外籍人口数量为606人，人口密度为310人/平方公里，当地居民被称为/（男性）或/（女性）。2018年，昂布瓦斯境内出生129人，死亡人口171人。
| 年份   | 1936  | 1946  | 1954  | 1962  | 1968  | 1975   | 1982   | 1990   | 1999   | 2006   | 2011   | 2016   | 2017   |
| ------ | ----- | ----- | ----- | ----- | ----- | ------ | ------ | ------ | ------ | ------ | ------ | ------ | ------ |
| 人口數 | 4,236 | 4,443 | 6,736 | 7,953 | 8,625 | 10,680 | 10,857 | 10,982 | 11,457 | 12,691 | 13,005 | 12,761 | 12,610 |

## 经济
昂布瓦斯是一个区域性的中心城市，当地共有各类用人单位1,681家，其中98.49%为中小型企业（PME），平均历史为16年，行政、医疗及社会服务是当地的主要就业岗位类型。

## 财政收入
2018年，昂布瓦斯的财政收入总额为17,408,500欧元，财政支出总额为15,765,300欧元，当年的债务总额为9,574,270欧元。
2014年，昂布瓦斯的人均收入总额为2,458欧元，其中高职人员为4,244欧元，普通职员为1,785欧元。
2016年，昂布瓦斯境内的青壮年（15至64岁）失业率为16.5%，当地41.3%的家庭拥有纳税资格。

## 社会事务

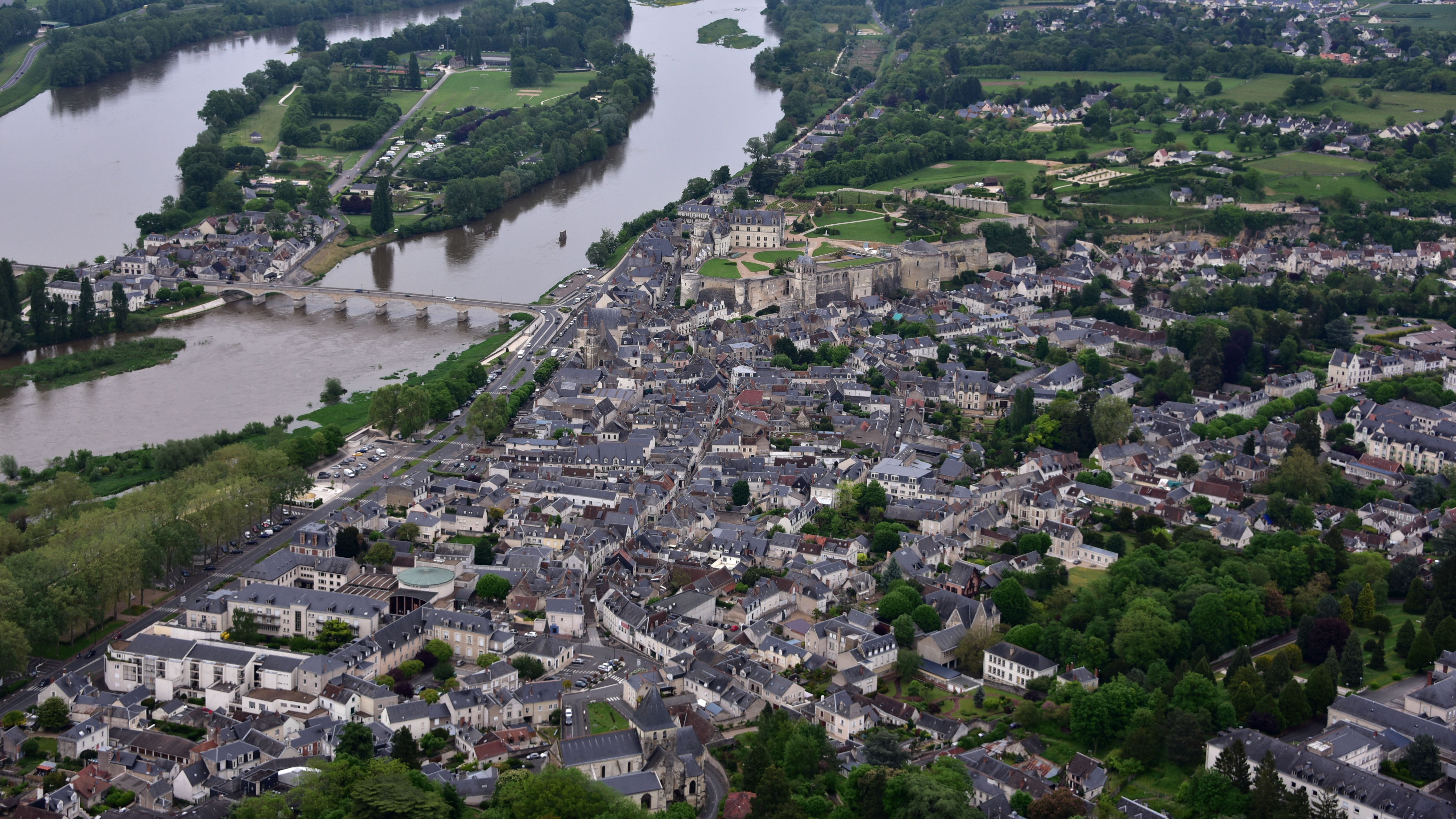
鸟瞰昂布瓦斯全貌

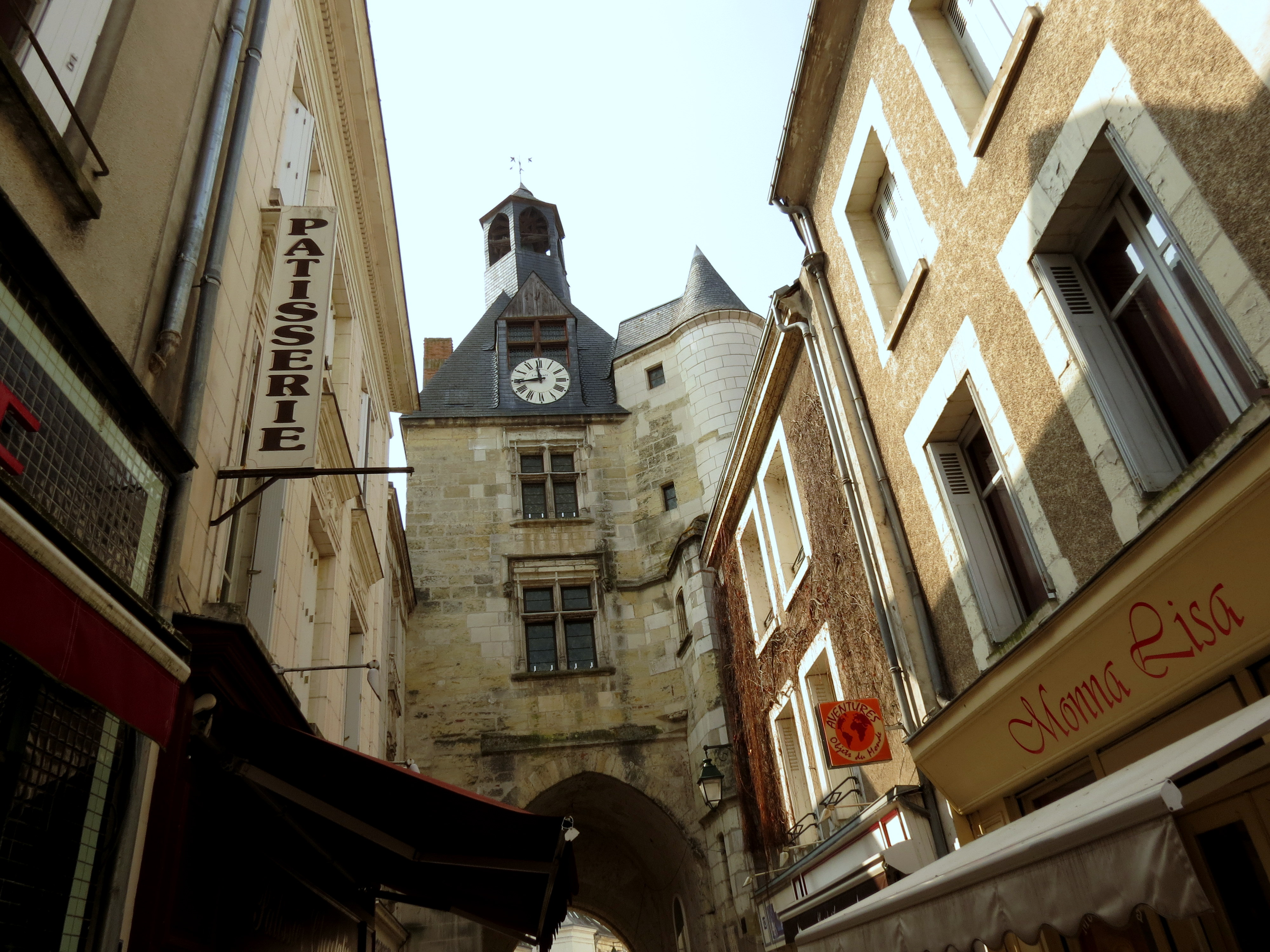
昂布瓦斯老城钟楼

### 教育
昂布瓦斯属于奥尔良-图尔学区。截止2018年1月1日，昂布瓦斯境内共有4所幼儿园、6所小学、3所初级中学、1所普通高中、1所农业高中和1所职业高中。2018至2019学年度，昂布瓦斯境内共有在校中心学生2,273名。

### 医疗
截止2018年1月1日，昂布瓦斯境内共有全科医生11名、保健师14名、牙医13名、护士13名、耳科医生1名、眼科医生3名、皮肤科医生1名、助产士3名、儿科医生2名和妇科医生3名。境内共有药房5家，养老院3家，残疾人帮扶中心1家。
昂布瓦斯-雷诺堡中心医院（Centre Hospitalier d'Amboise - Château-Renault）是当地规模最大的公立综合性医院，在昂布瓦斯市区设有一处病区。

### 住房
2016年，昂布瓦斯境内共有各类住房6,904套，其中83.7%为常住房屋。集中式居民区主要分布在市区南部的部分街区。

### 商业
2017年，昂布瓦斯境内共有各类商铺740家，其中餐饮服务类313家。市区东部建有一处开放式商业街区，法国连锁超市勒克莱尔在此设有大型卖场。此外市区北部的纳泽勒-内格龙境内亦有多家大型超市。

### 体育
2018年，昂布瓦斯境内共有2家游泳池、2间健身房、2座综合体育场、12处网球场、3处足球或橄榄球场以及3处篮球或排球场。
昂布瓦斯体育俱乐部是当地的一支足球队，成立于1920年，2019至2020赛季参加区域性的足球联赛。

### 环境
昂布瓦斯的环境事务由其所属的公共社区负责。2017年，昂布瓦斯境内暂无污染企业。

### 治安
2014年，昂布瓦斯及附近地区共发生各类案件3,375起，其中盗窃类案件2,270起，经济类案件357起，毒品交易类案件129起。

## 文化
2018年，昂布瓦斯境内共有1个电影院和2个博物馆。

### 建筑
昂布瓦斯城堡是昂布瓦斯的代表性建筑，是法国首批国家文物保护单位，也是卢瓦尔河谷城堡的重要组成部分。除此之外当地的主要历史建筑还有尚特卢城堡、克洛吕塞城堡、昂布瓦斯加亚尔城堡、圣弗洛朗坦教堂、圣若望小堂等。

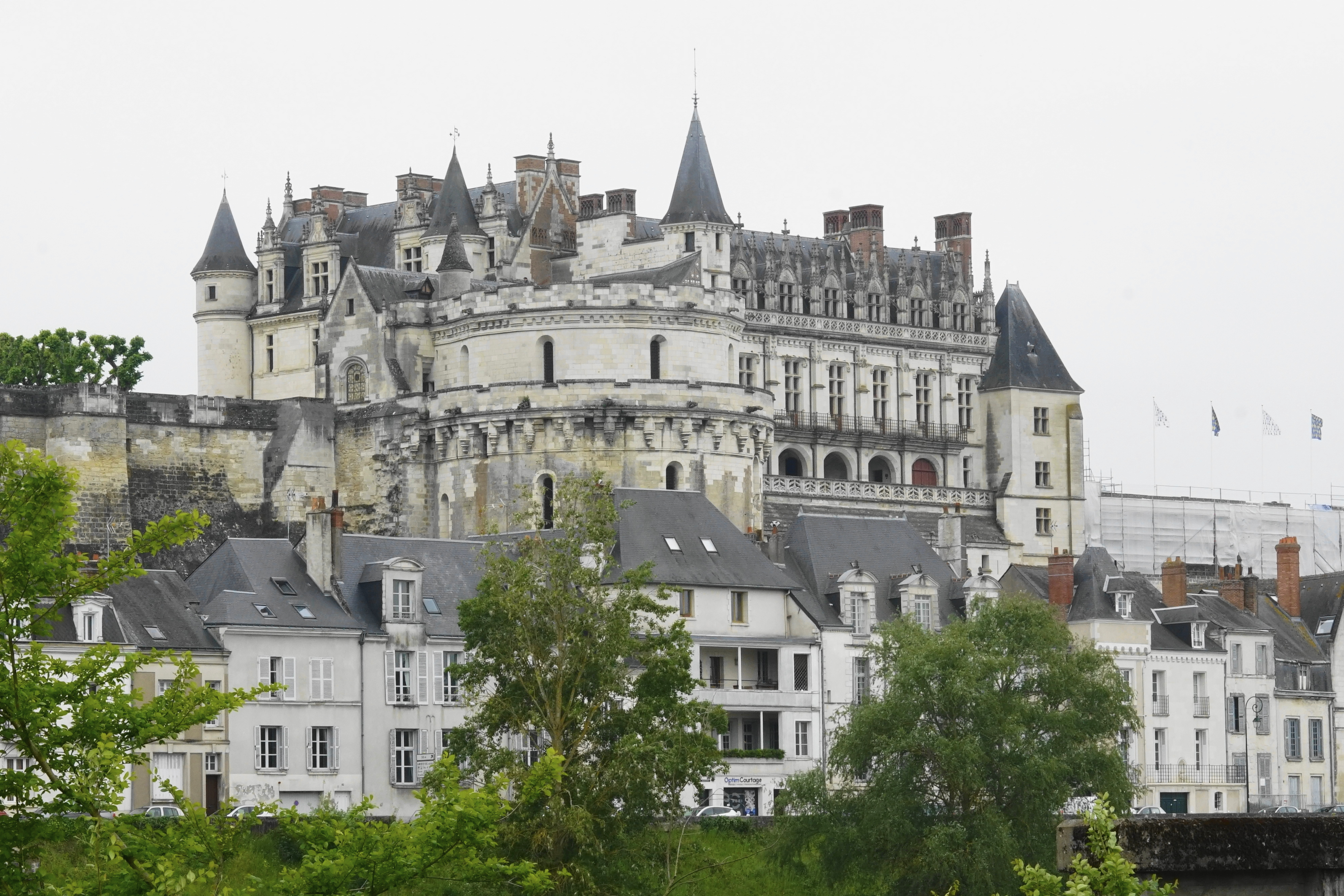
昂布瓦斯城堡
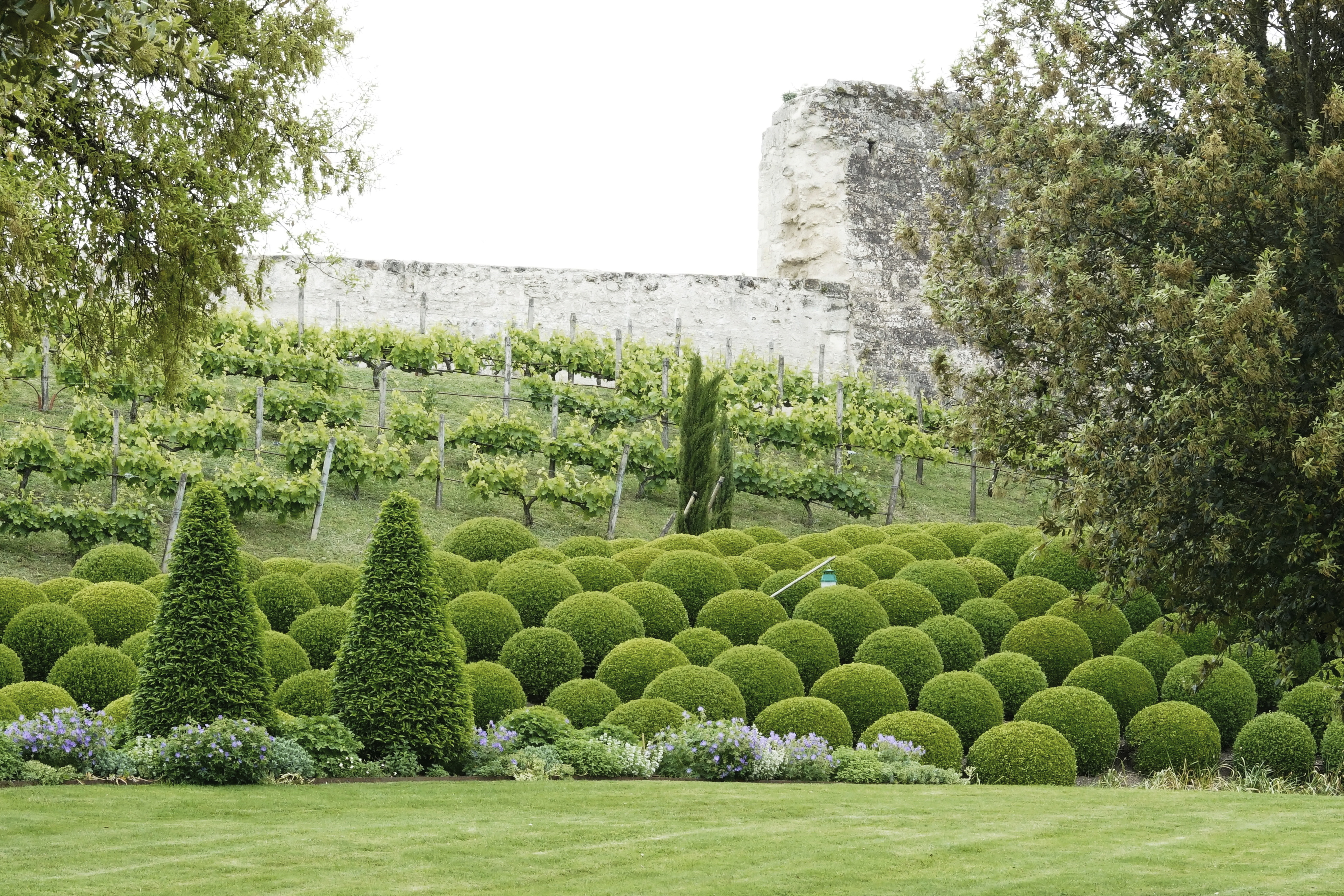
花园及葡萄酒园
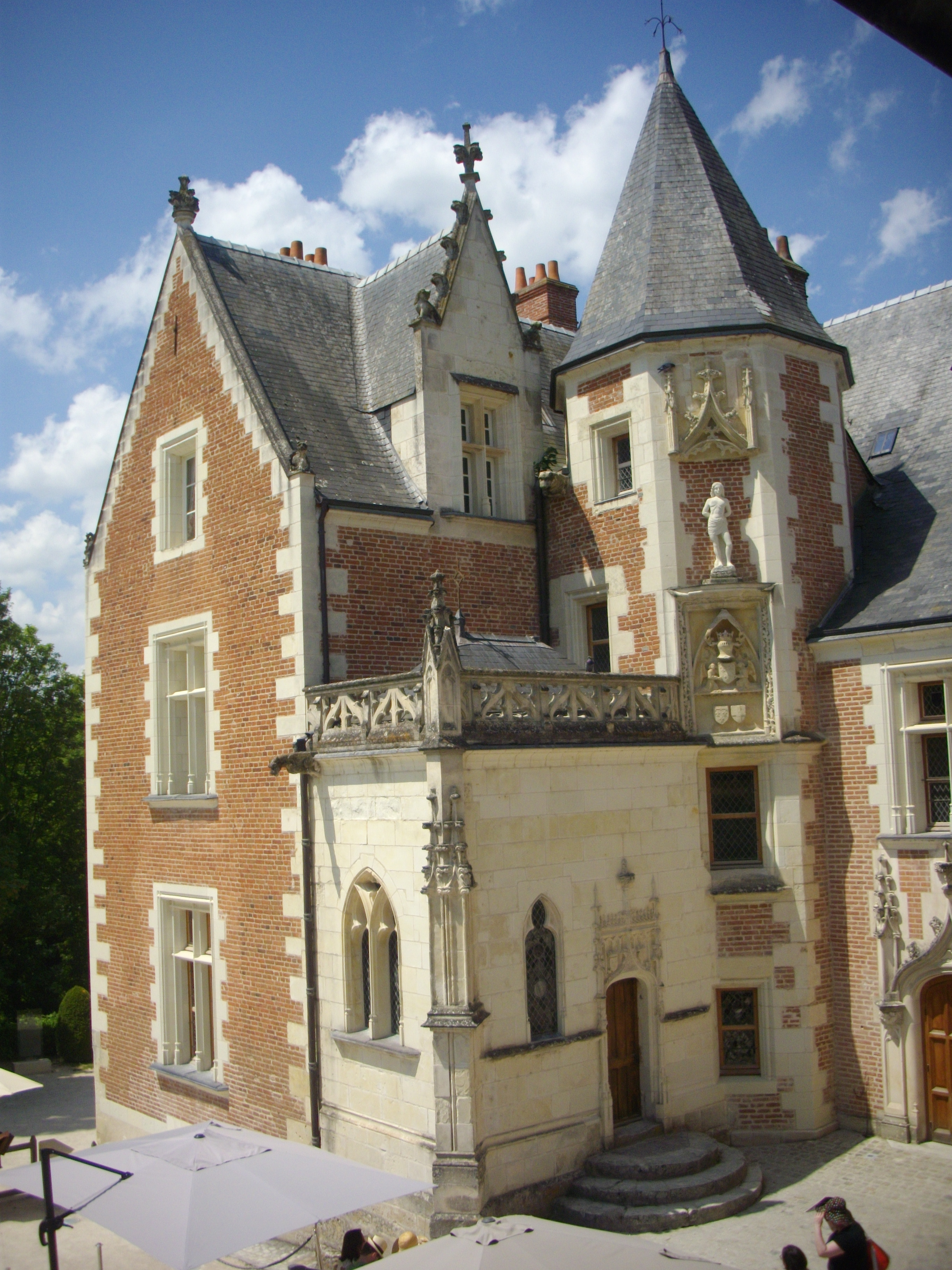
克洛吕塞城堡
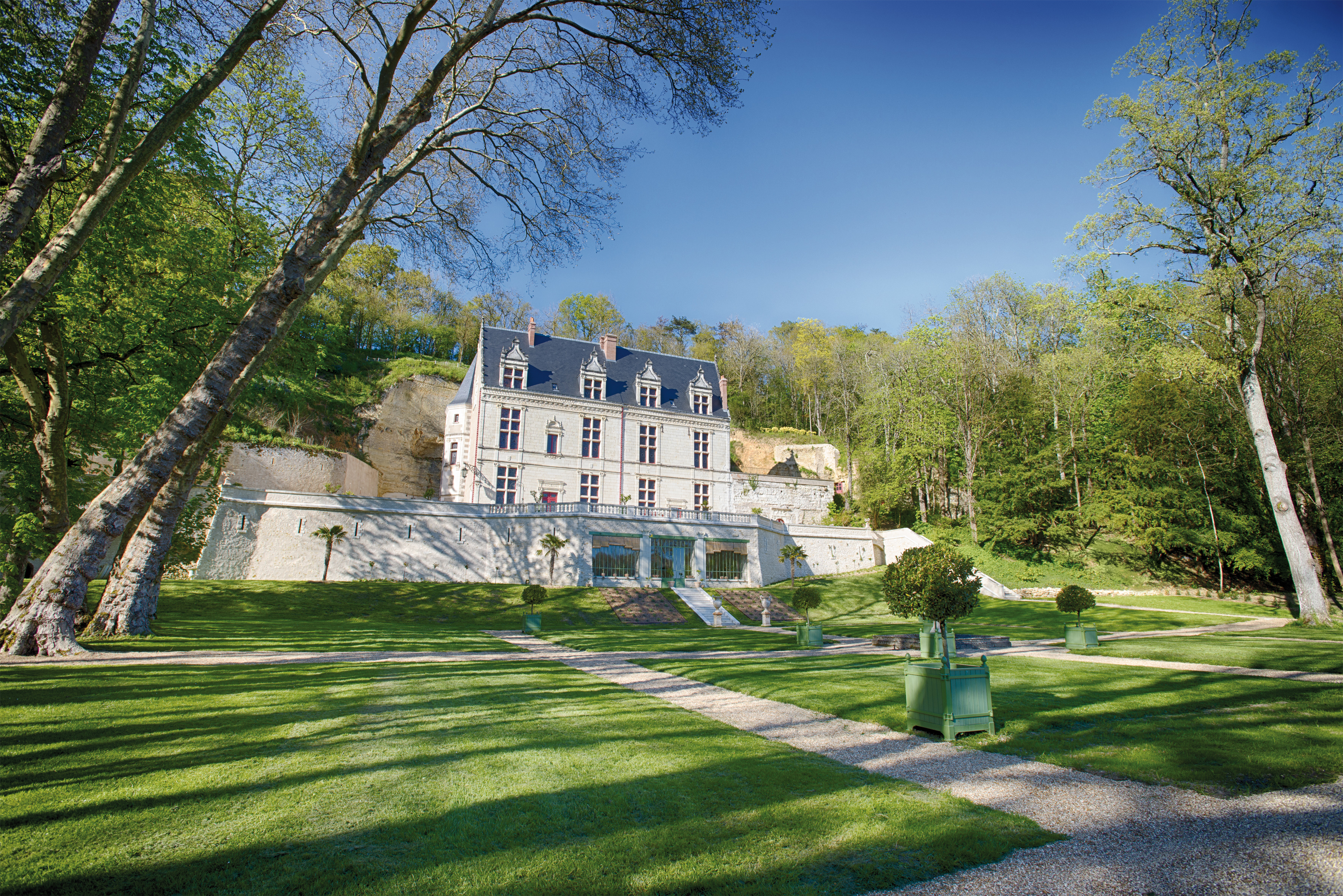
加亚尔城堡-1
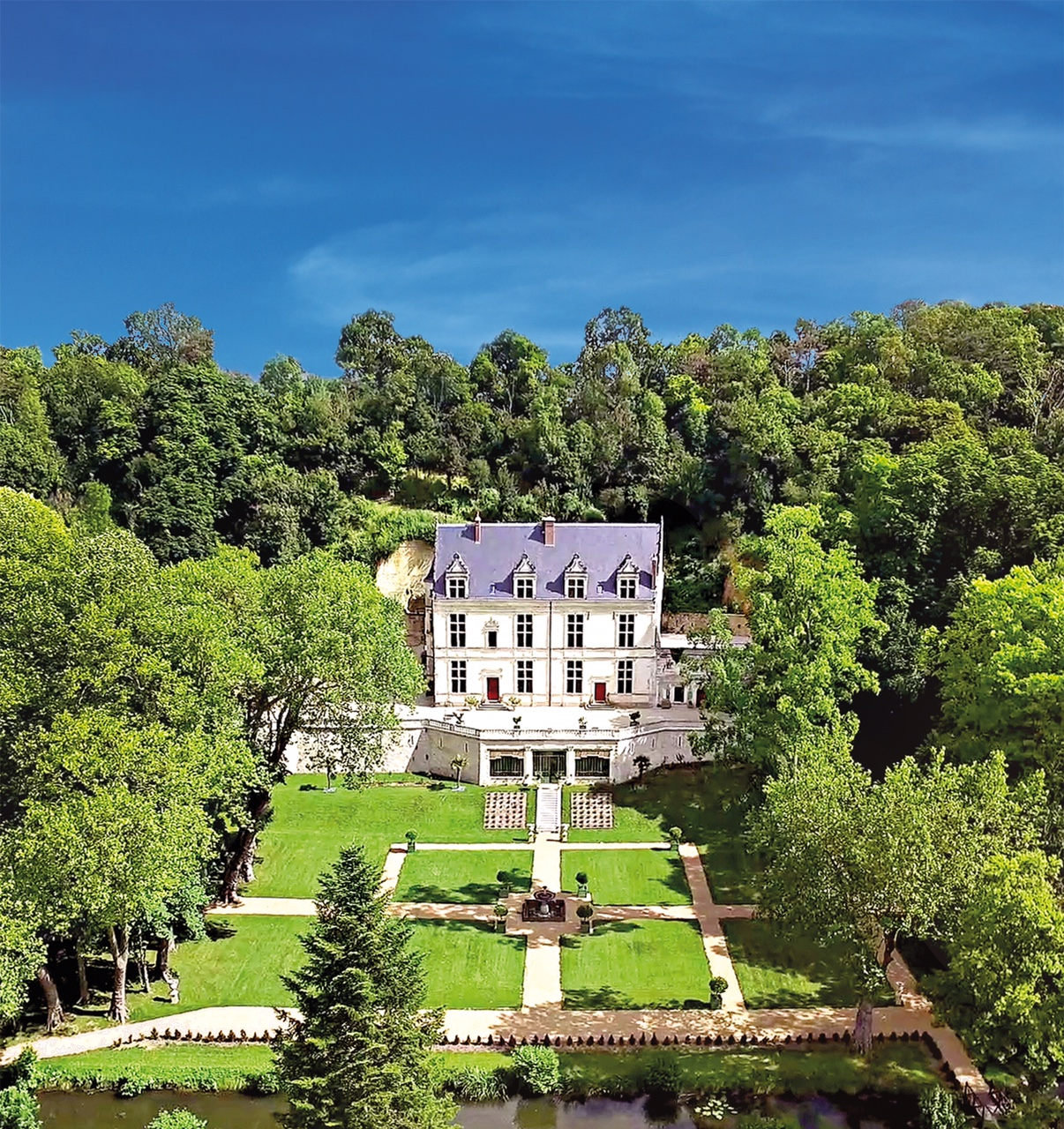
加亚尔城堡-2
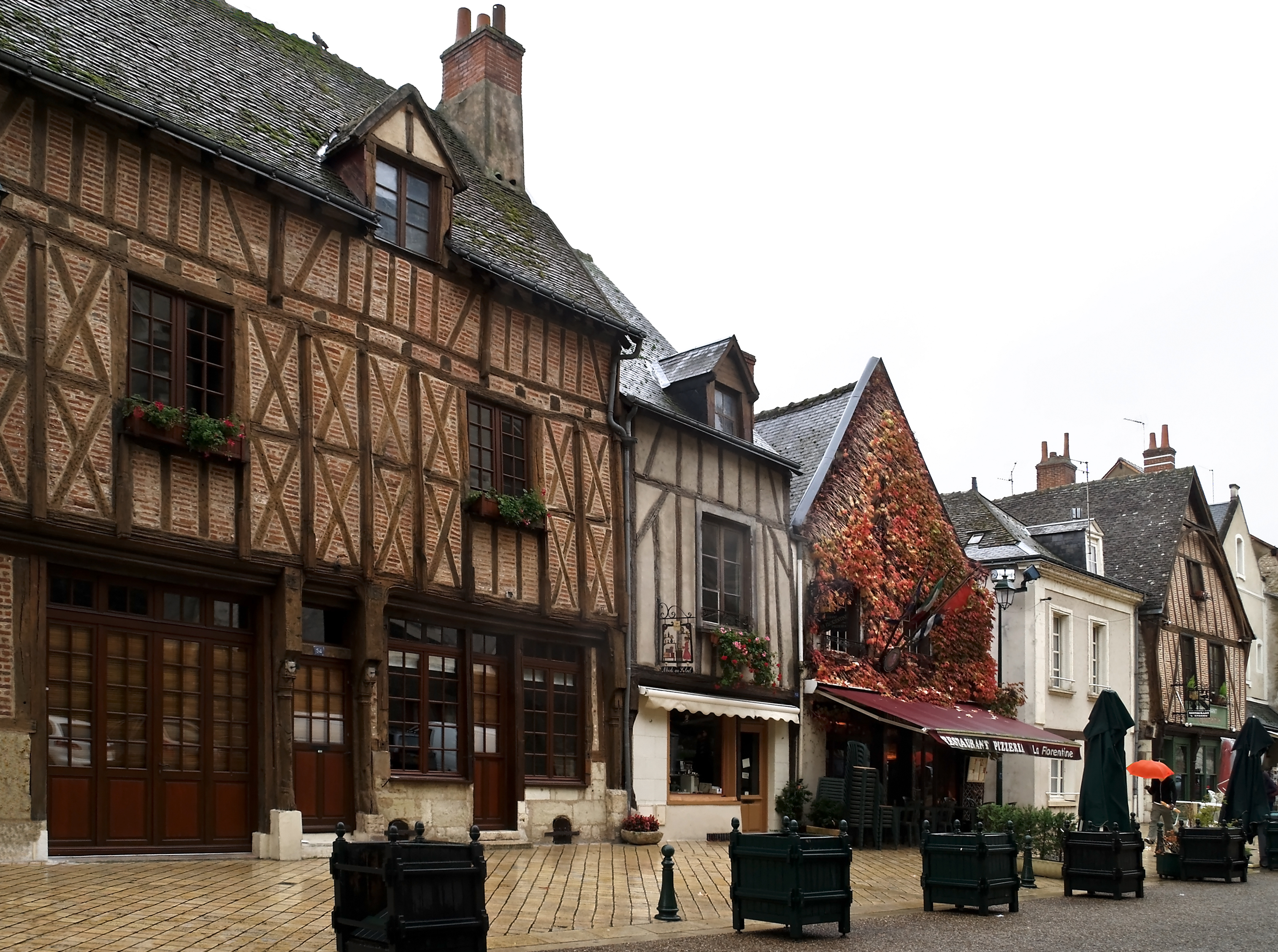
传统民居

### 旅游
2020年，昂布瓦斯境内共有18个宾馆共计524间房间，另有1个露营地，可容纳共291辆露营车。

### 媒体
法国主要的媒体均可在昂布瓦斯接收，法国电视三台下属的中央-卢瓦尔河谷大区频道在部分时段播出昂布瓦斯所属区域的地方新闻。总部位于图尔的《中西部新共和报》以及图尔-卢瓦尔河谷电视台同样覆盖昂布瓦斯。

## 友好城市
截至2020年5月，昂布瓦斯共与六座城市互为友好城市关系：
- 德国 博帕德
- 法纳（法语：Fana (Mali)）
- 日本 诹访市
- 義大利 芬奇
- 羅馬尼亞 伯莱尼乡
- 西班牙 贝赫尔-德拉弗龙特拉